# A ragyogás
A ragyogás (The Shining) Stephen King amerikai író 1977-ben megjelent regénye. Magyarul először az Európa Könyvkiadónál jelent meg a regény, Prekop Gabriella fordításában, 1986-ban.

## Cselekmény
A ragyogás című regény a Colorado-hegységben játszódik, ahol Jack Torrance, az alkoholizmusból éppen kigyógyult férfi télre gondnoki állást vállal egy nagy múltú szállodában. Vele együtt felesége és kisfia, Danny is beköltözik a télen üresen álló szállodába, amelyet néhány héttel később elzár a lehulló hó a külvilágtól.
Miközben Jack Torrance megkísérli megírni a szálloda történetét, eközben egyre több érdekes, rémisztő részletre bukkan a feljegyzések között. Danny, aki látnoki képességgel – az úgynevezett ragyogással – van megáldva-megverve, egyre több furcsa jelet lát. Látja a hotelben vízbe fulladt nőt, aki az életére tör, a játszótéren meghalt kislányt, és még sok ilyen rémisztő jelet, amit Tony, a láthatatlan barátja, mutat meg neki, először még jó dolgokat, például hogy hol van az apja ládája, viszont most már furcsa és ijesztő jelenségeket is. És előkerül az a szó, a kellögem, amit még nem értett senki, később viszont Danny rájön, hogy azt visszafelé kell olvasni, azaz megöllek. Valami nincs rendjén a nagy múltra visszatekintő szállodával, és valami nincs rendben édesapjával sem, akinek a már amúgy is labilis idegrendszerét a Szálloda tovább rontja. Hamarosan családja ellen fordul.

## Érdekességek
A mű eredeti címének ötletét Stephen King bevallása szerint John Lennon Instant Karma című száma adta, melynek refrénrészlete úgy hangzik, hogy "And we all shine on".
A műből 1980-ban világhírű mozifilm készült Stanley Kubrick rendezésében és Jack Nicholson főszereplésével, amellyel a szerző azonban hatalmas sikere ellenére elégedetlen volt, mert jó néhány változtatás található benne a regényhez képest. 1997-ben háromrészes tévéfilm is készült, amellyel King lényegesen elégedettebb volt, a kritikusoknak és a közönségnek viszont ez a változat tetszett kevésbé.
2013-ban az író megírta a mű folytatásának tekinthető Álom doktor című regényt, amelynek főszereplője az időközben felnőtt Danny Torrance.

## Magyarul
- A ragyogás. Regény; ford. Prekop Gabriella; Árkádia, Bp., 1986